# Kreienfeld
Koordinaten: 52° 24′ 21″ N, 7° 41′ 52″ O

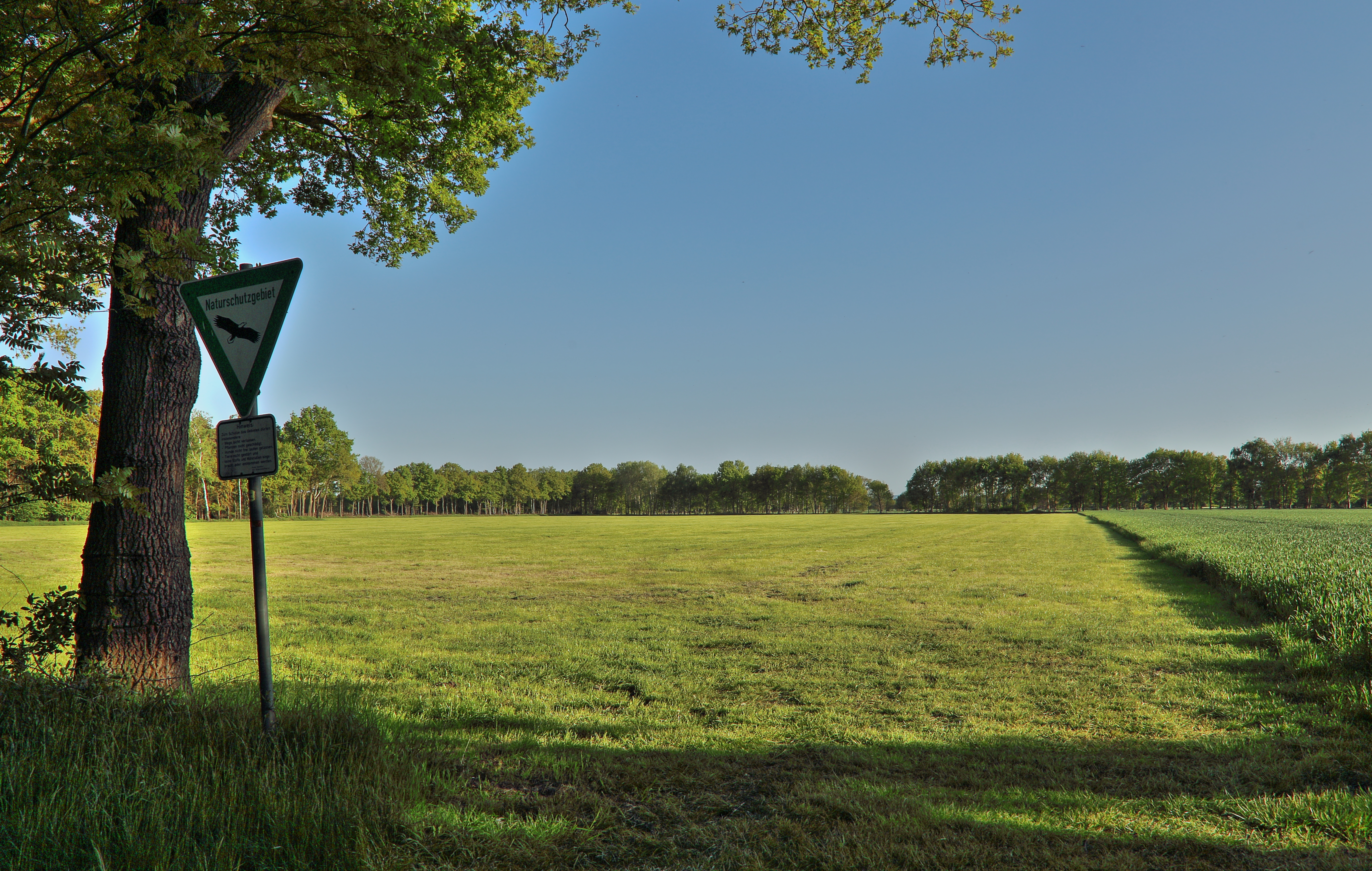
Naturschutzgebiet Kreienfeld (Mai 2015)

Das Naturschutzgebiet Kreienfeld liegt auf dem Gebiet der Gemeinde Hopsten im Kreis Steinfurt in Nordrhein-Westfalen.
Das Gebiet erstreckt sich nordöstlich des Kernortes Hopsten und südöstlich von Halverde, einem Ortsteil von Hopsten. Westlich verlaufen die Landesstraßen L 595 und L 593. Nördlich erstreckt sich das 176,4 ha große Naturschutzgebiet (NSG) Halverder Moor und südöstlich das 327,3 ha große NSG Recker Moor und das 135,7 ha große NSG Mettinger Moor. Die Landesgrenze zu Niedersachsen verläuft unweit östlich.

## Bedeutung
Für Hopsten ist seit 1988 ein 37,53 ha großes Gebiet unter der Kenn-Nummer ST-018 als Naturschutzgebiet ausgewiesen. Es wurde unter Schutz gestellt zur Erhaltung, Entwicklung und Wiederherstellung von Lebensgemeinschaften und Biotopen, insbesondere von Pflanzen und Pflanzengesellschaften des offenen Wassers und des feuchten Grünlandes sowie von seltenen und z. T. stark gefährdeten landschaftsraumtypischen Pflanzen- und Tierarten u. a. von seltenen, zum Teil gefährdeten Wat- und Wiesenvögeln, Amphibien und Wirbellosen.